# Сан-Джоан-де-Моро
Сан-Джоан-де-Моро, Сан-Хуан-де-Моро (валенс. Sant Joan de Moró (офіційна назва), ісп. San Juan de Moró) — муніципалітет в Іспанії, у складі автономної спільноти Валенсія, у провінції Кастельйон. Населення — 2910 осіб (2010).

## Географія
Муніципалітет розташований на відстані близько 310 км на схід від Мадрида, 10 км на північний захід від міста Кастельйон-де-ла-Плана.
На території муніципалітету розташовані такі населені пункти: (дані про населення за 2010 рік)
- Масія-Пла-де-Льюк: 22 особи
- Сан-Джоан-де-Моро: 2888 осіб

## Демографія
Динаміка населення (INE ):

## Галерея зображень

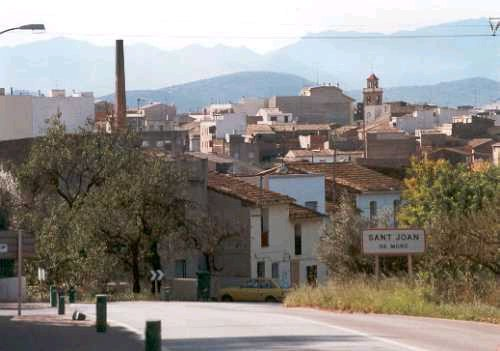
Панорама